# Anna Maria van Schurman
Anna Maria van Schurman, född 5 november 1607, död 4/14 maj 1678, var en tysk-holländsk författare, målare, gravör, poet och akademiker. 
Hon var känd för sin bildning och kunde tala 14 språk; latin, grekiska, hebreiska, arabiska, syriska, arameiska och etiopiska förutom europeiska språk. Hon var den första kvinna som tilläts studera vid Utrecht universitet (1636) och tog examen i juridik.
Nedslagskratern Von Schuurman på planeten Venus är uppkallad efter henne.